# Coby Miller
Coby Miller, född 19 oktober 1976 i Ackerman, Mississippi, är en amerikansk friidrottare som tävlar i kortdistanslöpning.
Miller deltog vid Olympiska sommarspelen 2000 där han sprang 200 meter och slutade sjua i finalen. Han deltog även vid inomhus-VM 2004 där han blev utslagen i semifinalen på 200 meter. 
Miller ingick tillsammans med Shawn Crawford, Justin Gatlin och Maurice Greene i det amerikanska stafettlag på 4 x 100 meter som blev silvermedaljörer efter Storbritannien vid Olympiska sommarspelen 2004.

## Personliga rekord
- 60 meter - 6,49
- 100 meter - 9,98
- 200 meter - 19,96